# Pastviny (Ústí nad Orlicí-i járás)
Pastviny település Csehországban, az Ústí nad Orlicí-i járásban. Pastviny České Petrovice, Líšnice, Klášterec nad Orlicí, Studené, Mladkov és Nekoř településekkel határos. Lakosainak száma 392 fő (2024. január 1.).

## Népesség
A település lakosságának változását az alábbi diagram mutatja:
| Lakosok száma | 724  | 920  | 695  | 377  | 321  | 297  | 374  | 369  | 359  | 392  |
|               | 1869 | 1890 | 1921 | 1950 | 1980 | 2001 | 2017 | 2019 | 2022 | 2024 |